# Андрієвський Опанас Михайлович
Опана́с (Пана́с) Миха́йлович Андріє́вський (1878, Уманський повіт Київської губернії — 16 травня 1955, місто Шпітталь-на-Драу, федеральна земля Каринтія, Австрія) — український державний і політичний діяч, юрист.

## Біографія
Опанас Андрієвський народився 1878 року в Уманському повіті на Київщині.
1906 року закінчив Демидівський юридичний ліцей у Ярославлі. Після закінчення ліцею деякий час займався науковою роботою, згодом — адвокатською практикою у Києві. Був мировим суддею.
Брав участь в українському національному русі. Разом з Юрієм Коллардом, Дмитром Антоновичем, Михайлом Русовим, Левком Мацієвичем, Боніфатієм Камінським, Олександром Коваленком та ін. став співзасновником Революційної Української Партії.

### Українська революція
Від грудня 1917 року — член Української партії соціалістів-самостійників.
14 листопада 1918 року разом з Володимиром Винниченком, Федором Швецем, Симоном Петлюрою, Андрієм Макаренком увійшов до складу Директорії Української Народної Республіки. Підтримував позицію Симона Петлюри, спрямовану на безкомпромісну боротьбу проти більшовиків і пошук шляхів укладення союзного договору з Антантою.
Наприкінці квітня 1919 року підтримав разом із провідними членами Української партії соціалістів-самостійників Української Народнореспубліканської Партії спробу державного перевороту, яку очолив генерал Володимир Оскілко. Заколотники вимагали призначити Євгена Петрушевича тимчасовим президентом України до скликання Установчих Зборів: передати всю повноту військової влади командувачеві Української Галицької Армії генералу Михайлу Омеляновичу-Павленку, усунути від керівництва військовими справами Симона Петлюру і Андрія Макаренка та інших діячів, яких вони вважали відповідальними за поразки українського війська, створити коаліційний уряд із представників Західної Області Української Народної Республіки і Української Народної Республіки. Після безкровної ліквідації цього повстання 4 травня 1919 року вийшов зі складу Директорії УНР (постанова Директорії про вибуття Андрієвського від 13 травня 1919 року).
У червні 1919 року виступав проти арешту та страти Петра Болбочана, який критикував уряд УНР за пасивність та співпрацю з більшовиками.

### Еміграція
Після поразки українських національно-визвольних змагань 1917—1921 років жив у Чехо-Словаччині та Австрії.
В 1920-х роках входив до складу емігрантських політичних організацій — Всеукраїнської Національної Ради, Українського Центрального Комітету та інших.
- Група професорів Українського вільного університету у Празі, 1926. Опанас Андрієвський — 4-й зліва у третьому ряду.

В 1928—1929 роках разом з Андрієм Макаренком і Федором Швецем організував Українську Національну Раду за кордоном, яка, на їх думку, мала стати центром наддніпрянських українців у еміграції.
Був професором Українського Вільного Університету у Празі.
Помер в Австрії в місті Шпітталь-на-Драу (федеральна земля Каринтія). Поховали Андрієвського на міському кладовищі Едлінг. Довгий час догляд за могилою був неналежний. Навіть була небезпека, що могила зникне, оскільки 2005 року закінчувався термін сплати за надгробний пам'ятник. Австрієць українського походження В. Й. Колодій поінформував Посольство України в Австрії, що в Каринтії є могила українського політика й ученого. У відповідь почесний консул України у федеральних землях Каринтія та Штирія доктор Хорст Шумі та український посол в Австрії організували реставрацію поховання. 22 березня 1994 року могилу Андрієвського відвідав посол України в Австрії Юрій Васильович Костенко .